# Tomaszewo (województwo warmińsko-mazurskie)
Tomaszewo (niem. Thomasdorf) – wieś w Polsce położona w województwie warmińsko-mazurskim, w powiecie nowomiejskim, w gminie Kurzętnik. W latach 1975–1998 miejscowość należała do województwa toruńskiego.
Wieś sołecka (sołectwo obejmuje 527,47 ha i 42 gospodarstwa z 221 mieszkańcami). Do najstarszych rodzin, zamieszkałych w Tomaszewie, należą Mówińscy, Romanowscy, Jastrzębowscy i Kremscy.

## Historia
Wieś lokowana prawdopodobnie w XIV w. W XIX w. do wsi należało 404 ha ziemi, w tym 320 ziemi ornej i 39 ha łąk. W tym czasie we wsi mieszkało 205 osób (110 katolików i 95 ewangelików). Po odzyskaniu niepodległości przez Polskę w 1920 r. we wsi zostały tylko dwie rodziny niemieckie, reszta przeniosła się za granice, do Niemiec (Prus Wschodnich). W 1928 r. w tutejszej szkole powszechnej uczyło się 50 dzieci. W tym czasie kierownikiem szkoły był Bronisław Dmowski a we wsi mieszkało 274 osoby. Od 1973 r. jest to wieś sołecka. 